# Isak von Haartman
Carl Isak Alexander von Haartman, född 16 maj 1996 i S:t Nikolai församling i Halmstad, är en svensk musikproducent och kompositör. 

## Karriär
Isak von Haartman började tidigt sin musikproduktionskarriär när han hos en barndomsvän spelade in loopar med en synt och senare lärde sig FL Studio men fick sitt genombrott 2014 under sista året på gymnasiet efter att Denz släppt låten "Måste" som han producerat.
2018 producerade von Hartman låten "Aqua Aura" som har streamats över 38 miljoner gånger åt Fricky och legat på Sverigetopplistan i 82 veckor på albumet med samma namn. Samma år producerade han exekutivt artisten Ros debutalbum Peaches & Cream och året därpå även Ant Wans debutalbum Ghettostar som bägge mottogs med goda recensioner.
Han har även producerat musik för artister som 1.Cuz, Abidaz, Dizzy, Denz, Papi Santana och Snövit.

### Diskografi i urval

#### Exekutivt producerade album
- 2018 – "Ghettostar" (Ant Wan)
- 2019 – "Peaches & Cream" (Ros)

#### Låtar
| År   | Titel Artist                               | Utmärkelser                         | Information               |
| År   | Titel Artist                               | SWE                                 | Information               |
| ---- | ------------------------------------------ | ----------------------------------- | ------------------------- |
| 2018 | "Aqua Aura" Fricky                         | 4x (82 veckor på Sverigetopplistan) | Släppt: 23 mars 2018      |
| 2018 | "Vacay" Macky                              | 1 (3 veckor på Sverigetopplistan)   | Släppt: 7 september 2018  |
| 2019 | "Mama" Ant Wan                             | 2x (16 veckor på Sverigetopplistan) | Släppt: 21 juni 2019      |
| 2019 | "Hon" Ant Wan                              | 1 (7 veckor på Sverigetopplistan)   | Släppt: 5 september 2019  |
| 2019 | "Ikon" Ant Wan                             | 1 (6 veckor på Sverigetopplistan)   | Släppt: 5 september 2019  |
| 2019 | "Ghettostar" Ant Wan                       | 1 (3 veckor på Sverigetopplistan)   | Släppt: 5 september 2019  |
| 2019 | "Flera Days" Fricky                        | 1 (1 vecka på Sverigetopplistan)    | Släppt: 5 september 2019  |
| 2019 | "Lagen" Macky (med Haval, Thrife & Abidaz) | 1 (3 veckor på Sverigetopplistan)   | Släppt: 12 april 2019     |
| 2020 | "Hur & När" Dizzy                          | 1                                   | Släppt: 25 september 2020 |
| 2021 | "Extendo" Dizzy                            | 1 (3 veckor på Sverigetopplistan)   | Släppt: 22 januari 2021   |
| 2023 | "Ikon" Naod                                | 1 (6 veckor på Sverigetopplistan)   | Släppt: 20 januari 2023   |